# Eladia striatispora
Eladia striatispora är en svampart som beskrevs av Matsush. 1971. Eladia striatispora ingår i släktet Eladia och familjen Trichocomaceae.   Inga underarter finns listade i Catalogue of Life.